# Гиллинг, Ребекка
Ребекка Гиллинг (англ. Rebecca Gilling; род. 3 ноября 1953, Сидней) — австралийская актриса.

## Биография
Ребекка Гиллинг родилась 3 ноября 1953 года в Австралии. Начинала свою карьеру как модель. Её заметили и предложили сниматься в кино. Первая роль Ребекки Гиллинг в кино стала роль в фильме «Стоун». На родине актриса получила известность благодаря телесериалу «Номер 96». Но настоящее признание Ребекка Гиллинг приобрела после роли Стефани Харпер в фильме «Возвращение в Эдем». В 1993 году завершила актёрскую карьеру. В этом же году работала ведущей программы «Our House» на 9-м канале  для некоммерческой экологической организации «Planet Ark». В настоящее время является представителем данной организации.

## Фильмография
- 1974 — «Стоун» — Ванесса
- 1974 — «Номер 96»  — Диана Мур
- 1975 — «Человек из Гонконга»  — Анжелика
- 1976 — «Secret Doors»
- 1981—1993 — «Примитивная страна» (сериал)
- 1983 — «Возвращение в Эдем» — Стефани Харпер
- 1985 — «Примитивная страна»
- 1986 — «Возвращение в Эдем 2»  — Стефани Харпер
- 1986 — «Голубая молния»  — Кейт МакКуин
- 1987 — «Feathers»
- 1989—1996 — «Джи Пи» (сериал)
- 1989 — «Saint: Fear in Fun Park»
- 1990 — «Сегодня вечером в раю»
- 1993 — «Наш дом» (сериал)